# São Carlos (Goiânia)
São Carlos é um bairro da cidade brasileira de Goiânia, localizado na região noroeste do município.
O surgimento do bairro se deu no início da década de 1990, com o loteamento da Fazenda São Domingos, uma propriedade particular que se transformou em vários logradouros, com populações majoritariamente de baixa renda. O complexo “Fazenda São Domingos”, que abrange também o bairro São Carlos, abrange outras localidades como o Floresta, São Domingos e Bairro da Vitória.
Segundo dados do Instituto Brasileiro de Geografia e Estatística (IBGE), divulgados pela prefeitura, no Censo 2010 a população do bairro São Carlos era de 6 990 pessoas. É um dos mais populosos da região noroeste.